# Josselyn Montilla
Josselyn Montilla (nacida el 21 de marzo de 1985) es un exfutbolista y entrenadora panameña que jugó como delantera.

## Trayectoria

### Como jugadora
Jugó en diferentes en la ANAFUFE hasta su retiro.

### Como entrenadora
Después de retirarse comenzó a estudiar para formarse como entrenadora. En el 2014 fundó su academia JM Academy; ha dirigido a diferentes equipos de torneos juveniles.

## Selección nacional
Montilla fue internacional con la selección absoluta de Panamá durante la clasificación para el Campeonato Femenino de CONCACAF 2014 .